# 13.ª División (Ejército Popular de la República)
La 13.ª División fue una de las divisiones del Ejército Popular de la República que se organizaron durante la guerra civil española sobre la base de las Brigadas Mixtas. No tuvo un papel relevante durante la contienda.

## Biografía
La unidad fue creada el 13 de marzo de 1937, en el frente del centro. La división, que quedaría compuesta por las brigadas mixtas 5.ª y 17.ª, contaba con 6.718 hombres y 13 piezas de artillería. Estableció su puesto de mando en Arganda. A lo largo de la contienda permaneció desplegada en el frente del Centro, sin intervenir en operaciones militares de relevancia. Durante la primavera de 1938 pasó a estar agregada durante algún tiempo al XVI Cuerpo de Ejército.

## Mandos
Comandantes
- teniente coronel de carabineros Fernando Sabio Dutoit (desde marzo de 1937);[3]
- teniente coronel de carabineros Hilario Fernández Recio (desde mayo de 1937);[5][6]
- mayor de milicias Antonio Molina Vázquez (desde marzo de 1939);[1]

Comisarios
- Agustín Fraile Ballesteros, del PCE;[7]

Jefe de Estado Mayor
- comandante de Infantería Juan Berenguer Hernández;
- capitán de ingenieros Juan Manzano Porqueres;
- capitán de milicias Francisco Martínez Mota;

## Orden de batalla
| Fecha             | Cuerpo de Ejército adscrito | Brigadas Mixtas integradas | Frente de batalla |
| ----------------- | --------------------------- | -------------------------- | ----------------- |
| Marzo de 1937     | III Cuerpo de Ejército      | 5.ª y XIV                  | Centro            |
| Mayo de 1937      | III Cuerpo de Ejército      | 5.ª y 17.ª                 | Centro            |
| Diciembre de 1937 | III Cuerpo de Ejército      | 5.ª, 107.ª y 110.ª         | Centro            |
| Marzo de 1939     | III Cuerpo de Ejército      | 110.ª y 150.ª              | Centro            |